# Acacia bilimekii
Acacia bilimekii é uma espécie de leguminosa do gênero Acacia, pertencente à família Fabaceae.